# 栃尾温泉
栃尾温泉（とちおおんせん）は、岐阜県高山市（旧国飛騨国）奥飛騨温泉郷にある温泉。

## 泉質
- 単純泉

## 温泉街
国道471号沿い、蒲田川と平湯川の合流地点付近に温泉街が広がる。
蒲田川河川敷の「たから流路工河川公園」には、寸志（200円との表示あり）で入浴可能な露天風呂「荒神（こうじん）の湯」と、足湯「蛍の湯」があり、夜間を除く昼間入浴可能。温泉は男女別々の湯であるが、屋根の全くない露天風呂のみ。露天風呂入口には、脱衣場の小屋が設置されている。足湯近くにある蛍水路で、7月初旬頃に蛍を見ることが出来る。
温泉熱を利用した野菜や果樹栽培も盛ん。

## 歴史
開湯時期は不明。地名は、この地にトチノキが数多く生えていたことに由来する。
昭和43年11月19日 - 奥飛騨温泉郷の一部として国民保養温泉地に指定された。
1979年（昭和54年）に、栃尾温泉街（旧上宝村）を貫流する渓流「洞谷」で大規模な土石流が発生した。洞谷最上流部の標高約1950m地点から崩落した巨大岩石を含む約7万m3の土石流は既設の砂防堰堤を瞬時に破壊、一瞬で栃尾温泉街を直撃し死者2人、行方不明者1人、全壊家屋11戸などの大きな被害を出した。2ヶ所の橋梁が流失、土石流による道路の決壊等で岐阜県道475号が寸断され温泉街が孤立して約3,000人の観光客が閉じ込められた。その後、洞谷には被害の再発を防ぐために流路工（砂防施設）が設置された。この洞谷流路工沿いには桜が植樹され、春には桜の名所となっている。

## アクセス
- 鉄道：高山本線高山駅より濃飛バスで約80分。または篠ノ井線松本駅よりアルピコ交通バスで約1時間45分。

## 施設
- 国土交通省 神通川水系砂防事務所 栃尾出張所
- 高山信用金庫 奥飛騨支店
- 栃尾郵便局
- 高山市立栃尾小学校
- たから流路工河川公園（荒神の湯、蛍の湯、駐車場）
- 蒲田川・平湯川の砂防施設 たから流路工[2]
- スーパーマーケット（これより先の新穂高まで、スーパーマーケットは無い）
- 北陸電力 栃尾発電所 - 栃尾の西隣、今見にある